# Graafschap Helfenstein
Het graafschap Helfenstein was een graafschap binnen het Heilige Roomse Rijk.

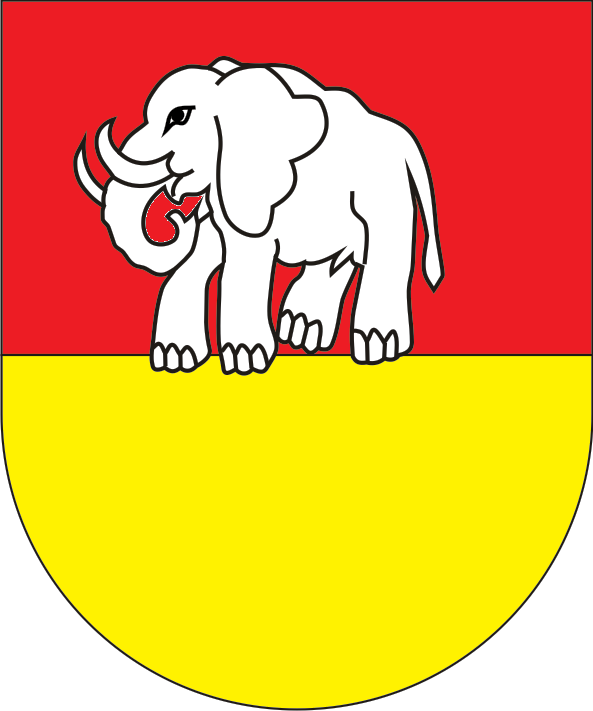
graafschap Helfenstein

In 1103 wordt als eerste van het geslacht der graven een Gerard van Helfenstein vermeld. Het geslacht verliest zijn betekenis door herhaalde delingen van het bezit. Er ontstonden takken te Sigmaringen, Blaubeuren, Heidenheim en Wiesensteig.